# أوغستين كيبرونو تشوج
أوغستين كيبرونو تشوج (بالإنجليزية: Augustine Kiprono Choge) مواليد 21 يناير 1987، هو عداء مسافات طويلة كيني. شارك في دورة الألعاب الأولمبية. فاز بالميدالية الذهبية في دورة ألعاب الكومنولث.

## سجل المنافسة
| العام      | المسابقة                                    | المكان                  | المركز     | حدث              | ملاحظة     |
| يمثل كينيا | يمثل كينيا                                  | يمثل كينيا              | يمثل كينيا | يمثل كينيا       | يمثل كينيا |
| ---------- | ------------------------------------------- | ----------------------- | ---------- | ---------------- | ---------- |
| 2003       | بطولة العالم للعدو الريفي 2003              | لوزان، سويسرا           | 4          | (7.92 كم)        | 22:55      |
| 2003       | بطولة العالم للشباب لألعاب القوى 2003       | شيربروك، كندا           | 1          | 3000 م           | 7:52.53    |
| 2004       | بطولة العالم للناشئين لألعاب القوى 2004     | مقاطعة غروسيتو، إيطاليا | 1          | 5000 م           | 13:28.93   |
| 2004       | نهائي ألعاب القوى العالمي 2004              | مونت كارلو، موناكو      | 3          | 5000 م           | 13:09.00   |
| 2005       | بطولة العالم للعدو الريفي 2005              | سانت إتيان، فرنسا       | 1          | (8 كم)           | 23:59      |
| 2005       | نهائي ألعاب القوى العالمي 2005              | مونت كارلو، موناكو      | 3          | 3000 م           | 7:39.99    |
| 2006       | بطولة العالم للعدو الريفي 2006              | فوكوكا، اليابان         | 7          | سباق قصير (4 كم) | 11:03      |
| 2006       | بطولة العالم للعدو الريفي 2006              | فوكوكا، اليابان         | 1          | الفريق           | 21 نقطة    |
| 2006       | دورة ألعاب الكومنولث 2006                   | ملبورن، أستراليا        | 1          | 5000 م           | 12:56.41   |
| 2006       | نهائي ألعاب القوى العالمي 2006              | شتوتغارت، ألمانيا       | 3          | 1500 م           | 3:33.37    |
| 2008       | بطولة العالم للعدو الريفي 2008              | إدنبرة، اسكتلندا        | 12         | (12 كم)          | 35:26      |
| 2008       | الألعاب الأولمبية الصيفية 2008              | بكين، الصين             | 9          |                  | 3:35.50    |
| 2009       | بطولة العالم لألعاب القوى 2009              | برلين، ألمانيا          | 5          |                  | 3:36.53    |
| 2009       | نهائي ألعاب القوى العالمي 2009              | سالونيك، اليونان        | 3          | 1500 م           | 3:35.46    |
| 2010       | بطولة العالم لألعاب القوى داخل الصالات 2010 | الدوحة                  | 11         |                  | 7:53.42    |
| 2012       | بطولة العالم لألعاب القوى داخل الصالات 2012 | إسطنبول، تركيا          | 2          | 3000 م           | 7:41.77    |

## روابط خارجية
- أوغستين كيبرونو تشوج على موقع الاتحاد الدولي لألعاب القوى (الإنجليزية)
- أوغستين كيبرونو تشوج على موقع الدوري الماسي (الإنجليزية)
- أوغستين كيبرونو تشوج على موقع أوليمبيديا (الإنجليزية)
- أوغستين كيبرونو تشوج على موقع اتحاد ألعاب الكومنولث (مؤرشف) (الإنجليزية)